# Eszterházy Károly Katolikus Egyetem
Az Eszterházy Károly Katolikus Egyetem (röviden: EKKE) (2016 és 2021 között Eszterházy Károly Egyetem, ezt megelőzően Eszterházy Károly Főiskola), egyházi egyetem, melynek fenntartója az Egri főegyházmegye. Az egyetem Eger és Jászberény felsőoktatási intézménye, melynek legkorábbi jogelődjét 1774-ben alapították. 1989 óta viseli az intézmény megálmodójának, Eszterházy Károly püspöknek a nevét. Az egyetemen jelenleg 5 kar működik. Az egyetem központi épülete az egri Líceum.

## Fekvése
Az intézmény Eger városán belül több épületben helyezkedik el. Ezek közül a legnagyobb és legrégibb a barokk stílusú líceum („A” épület). 2016. július 1. napot követően összesen 4 campusa volt, működése akkor bővült Gyöngyös, Jászberény, és Sárospatak felsőoktatási intézményeinek beolvadása miatt. A későbbiekben a gyöngyösi és a sárospataki oktatási egységek más oktatási intézményekhez kerültek át. 

## Története
Korábbi nevei: Líceum, Egri Érseki Tanítóképző (1828–), Pedagógiai Főiskola (a Líceumban), 1962-től Egri Tanárképző Főiskola, 1969-től Ho Si Minh Tanárképző Főiskola, 1990-től Eszterházy Károly Tanárképző Főiskola, 2000. január 1-től 2016. június 30-ig  pedig Eszterházy Károly Főiskola.
Barkóczy Ferenc egri püspök döntött úgy 1761-ben, hogy a városban működő papneveldét a Pázmány Péter által alapított Nagyszombati Egyetem mintájára három fakultásos (teológiai, bölcsészettudományi, jogi) egyetemmé fejleszti. Az épület terveinek elkészítésével Josef Ignaz Gerl (1734–1798) építészt bízta meg.
Utóda, Eszterházy Károly orvosi karral egészítette ki ezt a koncepciót; a szerveződő intézményt Magyarország első négy fakultásos egyetemeként kívánta megnyitni. Az egyetem alapításához meg kellett volna kapnia Mária Terézia beleegyezését, ő azonban a kérést az Eszterházyval több egyházjogi kérdésben vitába keveredett Barkóczy negatív véleménye alapján elutasította. Eszterházy a későbbi sikerben reménykedve az eredeti tervek szerint folytatta az építkezést, és a negyedik fakultás bevezetésének szakmai alapjaként 1769-ben megszervezte Magyarország legelső orvosképző intézményét. Mária Terézia azonban ehelyett a Nagyszombati Egyetemet tette az orvosképzés színhelyévé (pedig a városban még kórház sem volt, az egri kórházat pedig az akkor még nagy tekintélyű Markhot Ferenc vezette), az egri Scola Medicinalistól pedig megvonta a doktori oklevelét kiadásának jogát, amiért 1775-ben az intézményt be kellett zárni.
Az új épületben 1774-ben kezdődött el a képzés. Az 1777-ben kiadott Ratio Educationis azonban nehéz helyzetet teremtett Egerben: Mária Terézia a nagyszombati egyetemet átköltöztette Budára, és kimondta, hogy Magyarországon ez az egyetlen egyetem működhet. Az egri tanintézménynek a líceum rangot adta: ettől fogva így is nevezték.
1784. október 18-án, amikor II. József Egerbe látogatott, Eszterházy hiába kérte, hogy átmenetileg költöztessék Egerbe a budai egyetemet, amíg nem sikerül megoldani annak nyomasztó helygondjait.
Még 1784-ben a Líceumban megszüntették a filozófia és jog oktatását, majd 1786-ban Pestre helyezték a papneveldét. Eszterházy azonban nem adta fel terveit. II. József halála után 1790-ben újraindította a filozófia oktatását, a jogi akadémia működtetését és visszatérítette Egerbe a hittudományi főiskolát is. 1828-ban Pyrker János László érsek Egerben alapította meg az első magyar nyelvű tanítóképzőt, amely nem iskolamestereket képzett, hanem eleve a tanítói hivatásra nevelést tűzte ki célul.
A képzőt 1852-ben a Líceumba helyezték és 1948-ig érseki tanítóképzőként működött, a tanítóképzést kiszolgáló elemi iskolával. 1921-től pedig Szmrecsányi Lajos érsek kezdeményezésére Egri Római Katolikus Fiú Felső Kereskedelmi Iskola is működött az épületben.
A pedagógiai főiskola 1949-ben költözött a Líceumba, amikor a magyar országgyűlés által 1948-ban alapított intézmény Debrecenből Egerbe tette át székhelyét. A főiskola filozófiáját Eger felsőoktatási hagyományai és az oktatást elindító neves professzorok határozták meg, akik szellemi értékeket őrző, jövő felé nyitott, igényes, minőségi munkát végző intézményt hoztak létre.
A tanárképző főiskola több mint fél évszázados története folyamán a hazai főiskolai szintű tanárképzés jelentős intézménye lett. A tanári szakok szinte minden változatát felvállalta, több szak esetében elsőként indított programot a hazai tanárképzésben. Eddigi működése alatt több mint harmincezer főiskolai végzettségű szakembert adott a magyar közoktatás és társadalom számára. Vonzáskörzete igen nagy kiterjedésű. Az ország valamennyi megyéjéből és külföldről is érkeznek az intézménybe hallgatók.
1989-ben felvette az építtető, Eszterházy Károly püspök nevét.
Az 1990-es években készült stratégiai tervek nyomán végbement változások különös jelentőséggel bírnak a főiskola életében. A képzésfejlesztés eredményeképpen az egri tanárképző főiskola szélesebb kínálatú általános főiskolává válik.
2013. július 1-én vette át a Miskolci Egyetemtől a Sárospatakon elhelyezkedő Comenius Kart.
Az Eszterházy Károly Egyetem a Károly Róbert Főiskola és az Eszterházy Károly Főiskola összeolvadásával  2016. július 1. napjától jött létre.
2021. augusztus 1-jétől az egyetem fenntartói joga az Egri főegyházmegyéhez került, egyúttal az intézmény elnevezése Eszterházy Károly Katolikus Egyetemre változott.

## Bölcsészettudományi és Művészeti Kar[9]

### Alapképzések
- Tervezőgrafika
- Tervezőgrafika specializáció
- Animáció specializáció
- Webdesign  specializáció
- Média design specializáció

### Mesterképzések
- Tervezőgrafika

### Vizuális Művészeti Intézet
- Képzőművészeti Tanszék
- Mozgóképművészeti és Kommunikációs Tanszék
- Vizuális Nevelés és Művészetelmélet Tanszék

### Önálló tanszékek
- Ének-Zene Tanszék
- Filozófia Tanszék
- Német Nyelv és Irodalom Tanszék

### Alapképzések
- Anglisztika
- Ének-zene
- Germanisztika-német szakirány
- Képi ábrázolás
- Kommunikáció- és médiatudomány
- Természetművészet specializáció
- Magyar
- Média-, mozgókép- és kommunikációtanár
- Osztatlan rajz- és  vizuális kultúra tanár szak
- Szabad bölcsészet
- Történelem

### Osztatlan tanári szakok
- Angol nyelv és kultúra tanára
- Biológiatanár (egészségtan)
- Ének-zene tanár
- Erkölcstan- és etikatanár
- Földrajztanár
- Hittanár-nevelőtanár
- Informatikatanár
- Kémiatanár
- Könyvtárostanár
- Közösségi művelődés tanár
- Magyartanár
- Matematikatanár
- Média-, mozgókép- és kommunikációtanár
- Német nyelv és kultúra tanára
- Rajz- és vizuáliskultúra-tanár
- Testnevelőtanár
- Történelemtanár és állampolgári ismeretek tanára

### Mesterképzések
- Amerikanisztika
- Fordító és tolmács
- Kulturális örökség tanulmányok
- Történelem

### Szakirányú továbbképzések
- Drámapedagógiai módszerek, technikák szakirányú továbbképzési szak
- Európai uniós angol szaknyelvi és kultúrtörténeti szakfordító szakirányú továbbképzési szak
- Francia üzleti- és borturizmus szaknyelvi szakirányú továbbképzési szak

### Pedagógus szakvizsgára felkészítő szakirányú továbbképzési szakok
- Ének-zene pedagógus szakvizsgára felkészítő továbbképzési szak
- Etika és erkölcsi nevelés pedagógus szakvizsgára felkészítő továbbképzési szak

### Akkreditált továbbképzési programok
- Erkölcsi nevelés és etika - felkészítés az általános- és középiskolai erkölcstan, etika tárgyak oktatására

### Doktori programok
- A Magyar Királyság, illetve a Kárpát-medence története 1526-1790 között
- Magyarország története a reformkor végétől 1918-ig

## Pedagógiai Kar

### Egri campus

#### Neveléstudományi Intézet
- Andragógiai és Közművelődési Tanszék
- Pedagógia Tanszék

#### Médiainformatikai Intézet
- Humáninformatika Tanszék
- Oktatás- és Kommunikációtechnológiai Tanszék
- Kulturális Örökség és Művelődéstörténeti Tanszék
- Mozgóképkultúra Tanszék
- Líceum Televízió

## Természettudományi Kar[12]

### Kutatócsoportok
- Kriptogám Botanikai Kutatócsoport
- "Varázstorony" Természettudományi Pályaorientációs és Módszertani Központ
- Botanikus Kert

### Alapképzések
- biológia
- földrajz
- kémia
- környezettan
- matematika
- programtervező informatikus
- sport- és rekreációszervezés (rekreációszervezés és egészségfejlesztés, sportszervezés szakirányokkal)
- edző

### Osztatlan tanári szakok
- biológiatanár (egészségtan)
- ének-zene tanár
- erkölcstan- és etikatanár
- fizikatanár (természettudományos gyakorlatok)
- földrajztanár
- informatikatanár
- kémiatanár
- matematikatanár
- rajz- és vizuáliskultúra-tanár
- testnevelő tanár
- természetismeret-környezettan tanár
- történelemtanár és állampolgári ismeretek tanára

### Mesterképzések
- geográfus
- biológiatanár
- földrajztanár
- informatikatanár
- kémiatanár
- matematikatanár
- testnevelőtanár

### Felsőoktatási szakképzések
- programtervező informatikus (fejlesztő)

### Szakirányú továbbképzések
- élelmiszerellenőrzés és fogyasztóvédelem
- fogyasztóvédelem
- gyógynövényismereti szakreferens
- iskolai sportkör tartására képzett szakember
- megújuló energiaforrások
- testnevelő instruktor
- térségi menedzser-referens

### Pedagógus-szakvizsgára felkészítő szakirányú továbbképzési szak
- gyógytestnevelés az óvodában, iskolában szakterületen pedagógus-szakvizsgára felkészítő szakirányú továbbképzési szak

### Kifutó képzések, felsőfokú szakképzések
- bortechnológus
- gyógynövény- és fűszernövény-termesztő és feldolgozó
- hulladékgazdálkodási technológus
- logisztikai műszaki menedzserasszisztens

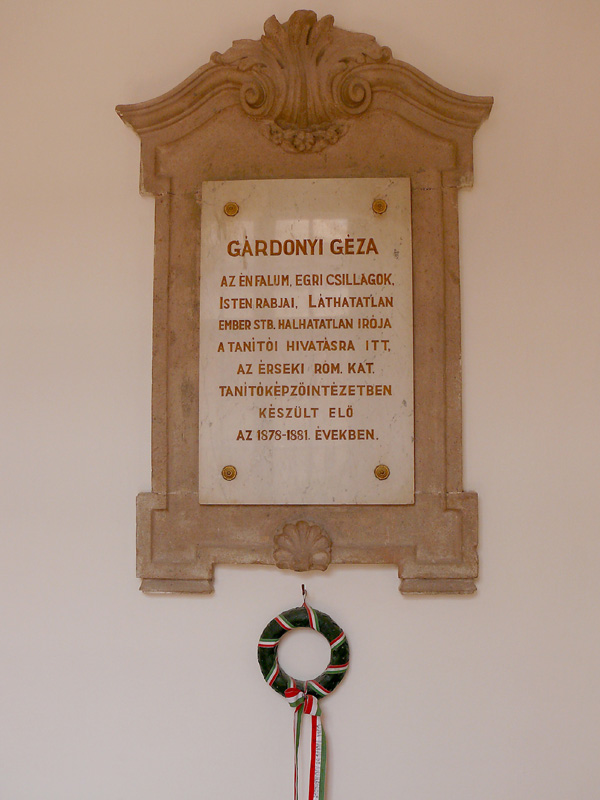
Gárdonyi Géza emléktáblája az egri Líceum első emeleti északi folyosóján

- web-programozó
- fogyasztóvédelmi szakasszisztens

## Híres diákjai
- Ábel Anita
- Babicsek Bernát
- Berki Krisztián (tornász)
- Czippán Anett
- Cseh Tamás
- Csemer Boglárka (Boggie)
- Csintalan Sándor
- Földi László (hírszerző)
- Geszty Glória
- Gyurta Dániel
- Homa János
- Illés-Bódi Barbara
- G. Mezei Mária
- Révész Máriusz
- Sneider Tamás (Roy)